# Лапшиха (посёлок, Красноярский край)
Лапшиха — упразднённый в 2018 году посёлок в Ачинском районе Красноярского края России. Входил на год упразднения в состав Лапшихинского сельсовета.

## География
Посёлок был расположен в 34 км к северо-востоку от райцентра Ачинск, при реке Лапшиха у северной окраины села Лапшиха.

## Население
| 2010 |
| ---- |
| 0    |

При проведении переписи 2002 года население посёлка учитывалось в составе села Лапшиха.

## История
В 2018 году было принято решение присоединить к одноимённому селу Лапшиха. Официально решение утверждено Законом Красноярского края от 11 октября 2018 года N 6-2039 «О присоединении поселка Лапшиха к селу Лапшиха и внесении изменений в отдельные Законы края»